# 挫・人間
挫・人間（ザ・ニンゲン）は、男性2人で構成される日本のロックバンド。

## 概要・来歴
- 2008年：中学時代からの音楽仲間だった下川リヲ（Vo, G）・ゴッド・カルマ・真・大稲荷（G）・吉田拓磨（Dr）を中心に「全人類への復讐」を目的に熊本で活動を開始。
- 2009年：「閃光ライオット2009」決勝大会に進出し、同大会のキャンペーンガール・夏未エレナの選出する夏未エレナ賞を受賞。
- 2010年：下川、吉田が高校卒業を機に上京するのと同時にアベマコト（B）が加入。以来都内ライブハウスに出演する。
- 2011年
  - ズボンズとイベント「月巻ズボン人間」を共催し、OKAMOTO'Sのアルバム「欲望」に下川が口琴で参加するなど、他アーティストとのコラボレーションも積極的に展開。
  - この年、ゴッド・カルマ・真・大稲荷が脱退。
- 2012年：山口慎太朗（G）が加入。
- 2013年
  - 4月に山口が脱退。
  - 6月19日に1stフルアルバム「苺苺苺苺苺」をリリース。
  - 同月のレコ発ワンマンライブより夏目創太（G）が加入。
- 2014年
  - 吉田が脱退。オリジナルメンバーが下川のみになる。
  - MOOSIC LAB2014にて挫・人間×坂本悠花里監督の「おばけ」がミュージシャン賞を受賞し、3月25日ライブシーン撮影の為に行われたイベントにてポッポ（Dr）が加入する。
- 2015年
  - NHK Eテレのテレビドラマ「念力家族」のテーマソングとして「念力が欲しい!!!〜念力家族のテーマ」を提供。
  - 5月にポッポが脱退。サポートドラマーに爆弾ジョニーのタイチを迎え活動を継続する。
  - 2ndフルアルバム「テレポート・ミュージック」をリリース。
- 2016年
  - メインのサポートドラムとして元ドレスコーズの菅大智を迎える
  - 1stミニアルバム「非現実派宣言」をリリース。
- 2017年
  - 1月、メインボーカルにセクシー女優の南梨央奈を迎えて配信限定シングル『☆君☆と☆メ☆タ☆モ☆る☆feat. みなりお（南 梨央奈）』をリリース[1][2]。
  - ライブDVD「りりぱ❤︎わんまん"ちょおじつりょくはせんげん"ひとりぢめ」をリリース。
  - ひめキュンフルーツ缶に「ハヤオ」を提供。
  - ライブ会場限定シングル『緊急チンポジウム』をリリース。
  - 3rdアルバム『もょもと』をリリース。
  - 配信限定シングル「可愛い転校生に告白されて付き合おうと思ったら彼女はなんと狐娘だったので人間のぼくが幸せについて本気出して考えてみた feat.常盤ゆう」リリース。
- 2018年
  - 初の全国流通盤シングル「品がねえ 萎え」リリース。
  - 初の名古屋含むインストアライブ5箇所、東名阪ワンマンツアー敢行。
  - TOKYO FM「RADIO DRAGON-NEXT-」内にて1ヶ月レギュラーコーナー担当。
  - 下川リヲがフリーペーパー「Skream!」とSkream!ウェブサイトにてコラム連載開始。
  - TOKYO FM「RADIO DRAGON-NEXT-」内にて2ヶ月レギュラーコーナー担当。
  - 4thアルバム「OSジャンクション」リリース。
- 2019年
  - 2018年11月から続いたリリースツアーが終了。インストアライブ5箇所、全国ツアー16箇所（うちワンマンライブ8箇所）。
  - サポートドラム菅 大智が離脱。脱退ライブでは史上初、ワンマン3回転を行う（男子限定・女子限定・男女混合）。
  - 翌週からナカジ（ゴールデンローファーズ）、キモツ（知らないオッサン）を迎え精力的にライブを行う。憧れの "神聖かまってちゃん” と初共演（郡山#9）。
  - 中野ブロードウエイにオープンした、まんだらけ系列のイベントスペース「mandaray」のオープニングイベントに下川が参加（共演：松永天馬）。
  - 12月キモツが加入して初ワンマン（新代田FEVER）。
- 2020年
  - 3月、5thアルバム「ブラクラ」リリース。
  - 新型コロナウイルス感染症の影響で東名阪計4本のインストアイベントが中止。アベマコトが脱退を表明。
  - アルバムリリースツアー「挫・人間 TOUR 2020 〜さような来世！風と共に去りヌンティウス〜」の初日、夏目の地元・安城RADIO CLUB公演以降、新型コロナウイルス感染症の影響で日程の延期が続く。
  - 6月、新宿red clothにて、無観客生配信でライブ再開（共演：爆弾ジョニー）。
  - 7月、ソーシャル・ディスタンスを確保するため会場を変更しつつツアー再開。
  - 8月、単独生配信トークイベント開始（新宿red cloth17周年初日）。
  - 10月、札幌Bessie Hallをもって、1stアルバムから10年間メンバーだったアベマコトが脱退。
  - 11月5日、渋谷ラママ（共演：POLYSICS）にて、一般公募オーディションにより、ベースに札幌のHIP HOPチーム"中華一番"からマジル声児、ドラムに"ベッド・インwithパートタイムラバーズ"からスローセックス石島が正式加入。2014年以来の4人組となる。
  - 11月27日、2曲入りデジタルシングル「マンガよみたい/誰かを救える歌」をリリース。
- 2021年
  - 4月1日、石島脱退。再び3人になる。
  - デジタルシングル「アイオワの風 / やるせな幽霊」リリース。
  - 8月、6thアルバム「散漫」リリース。渋谷CLUB QUATTOROにて発売記念ワンマンライブ開催。
  - 恒例となりつつあるTOKYO FM「RADIO DRAGON-NEXT-」レギュラーコーナー担当。
  - 11月、遅ればせながら、大阪BananaHallにて「散漫」発売記念ワンマンライブ開催。
  - 翌日より、数少ない友人バンドのひとつ、ビレッジマンズストアのツアーに帯同。
- 2022年
  - 1月、UUUM所属のコミック系ラウドバンド&YouTuber、夕闇に誘いし漆黒の天使達と共演。YouTuberデビューを視野にいれた。
  - 2月、活動初期からお世話になっているライブハウス、名古屋APPOLO BASEが閉店になると聞き、急遽「散漫」発売記念ワンマンライブを開催。
  - 5月、夏目創太が脱退を表明。
  - 全国ワンマンツアー敢行（9箇所）。
  - 7月、福岡Uteroをもって、1stアルバムレコ発ワンマンライブから9年間メンバーだった夏目創太が脱退。

## メンバー
- 下川リヲ
  - ボーカル、ギター担当。1991年7月2日生まれ。
- マジル声児
  - ベース担当。8月20日生まれ。人生で一度きりの初ホームランは原動機付き自転車にてみごと完走。

### 元メンバー
- HAMACHANG（ベース）
  - オリジナルメンバー、本名高浜智輝、旧活動名浜ちゃん。大学受験のため2008年脱退。
- アベマコト（ベース）
  - 下川とは同じ大学の同級生。丸型のサングラスがトレードマーク。喫煙者。2010年加入、2020年10月脱退。歴代のメンバーの中で最も活動歴が長かった。2024年12月22日に青山 月見ル君想フで開催された"stico × miida Vol.2"にてマスダミズキのソロプロジェクトからの派生バンドであるmiidaに加入した。
- ゴッド・カルマ・真・大稲荷（ギター）
  - オリジナルメンバー、旧活動名は田上マサユキ。閃光ライオット2009出演時にはなぜか女物の衣服を着用し、一切喋らないという珍妙なパフォーマンスを見せた。2011年脱退。
- 山口慎太朗（ギター）
  - 下川リヲの当時の実妹の彼氏という繋がりで2012年加入。2013年6月に1stアルバム「苺苺苺苺苺」をリリースする直前に脱退。脱退後は作家として活動、更に挫・人間のトークライブ「挫人間-トーク3」にゲストとして登場している。
- 夏目創太（ギター）
  - 1992年11月24日生まれ。ex.釈迦釈迦チキン。下川にとって閃光ライオット時代からの古くからの友人である。脱退後は5ピースバンドであるリハビリたちを2023年5月に結成し活動している他、ソロ活動も並行して行っている。
- 吉田拓磨（ドラムス）
  - オリジナルメンバーであり2014年脱退後も2015年と2016年7月のライブにサポートメンバーとして参加。2022年4月に急逝。
- ポッポ（ドラムス）
  - 2014年加入、加入当時は慶応義塾大学に通う学生だった。学業に専念するため2015年脱退。
- スローセックス石島（ドラムス）

### サポートメンバー
- 吉武樹生
  - HAMACHANGの受験勉強期間中のベースサポート
- マスダポド（podo）
  - ゴッド・カルマ・真・大稲荷脱退後、及び、山口慎太朗脱退後〜夏目創太加入までの期間のギターサポート
- 亀本寛貴（GLIM SPANKY）
  - ゴッド・カルマ・真・大稲荷脱退後のギターサポート
- キョウスケ（爆弾ジョニー）
  - 夏目創太脱退後の現メインギターサポート
- タイチ（爆弾ジョニー）
  - ポッポ脱退後 - 菅大智サポート参加までと2023年現在のメインドラムサポート
- 菅大智（ex.ドレスコーズ、電化アベジュリー、ゴールデンシルバーズ）
  - タイチサポート卒業後のメインドラムサポート
- 高地広明（THE STARBEMS）
  - 2016年8月のライブに参加
- ナカジ（ゴールデンローファーズ）
  - 菅卒業後のドラムサポート
- キモツ（ハウシンカ、THE 抱きしめるズ）
  - 菅卒業後のメインドラムサポート
- 山﨑陸（Order From Minor.、ex.teto）

## ディスコグラフィー

### 配信限定シングル
- ☆君☆と☆メ☆タ☆モ☆る☆feat. みなりお（南梨央奈）（2017年1月19日）
- チャーハンたべたい（iTunes限定）（2017年6月22日）
- 可愛い転校生に告白されて付き合おうと思ったら彼女はなんと狐娘だったので人間のぼくが幸せについて本気出して考えてみた feat.常盤ゆう（2017年11月4日）
- マンガよみたい / 誰かを救える歌（2020年11月27日）
- オタルの光 / ギブミーチョコレイト（2021年2月19日）
- アイオワの風 / やるせな幽霊（2021年4月28日）
- 下川くんにであえてよかった（2023年4月5日）
- 夏・天使（2023年7月5日）
- セイント・ギロチン（2023年10月25日）
- 俺だけがZU・BU・NU・RE......（2024年2月21日）

### 参加作品
| 発売日         | タイトル           | 規格品番  | 収録曲 | 備考                          |
| -------------- | ------------------ | --------- | --- | ----------------------------- |
| 2009年12月02日 | 閃光ライオット2009 | RIOT-2009 | 1. Second Life / SHIT HAPPENING 2. 昼過ぎに目が覚めた日曜 〜トリップインザセカイ〜 / Bob is Sick 3. 寝グセ / CHEESE CAKE 4. そらに / concentrate on popping 5. 焦燥 / GLIM SPANKY 6. 土曜日の俺はちょっと違う / 挫・人間 7. 僕の果汁 / ズットズレテルズ 8. 街 / ふくしれいを 9. 夏の夜 / The SALOVERS 10. 花 / 関取花 11. 始マルセカイ / LONE 12. OZ / UNDER NINE 13. 未来は僕らの足の裏 / 釈迦釈迦チキン 14. 栄光のロックスター☆ 〜俺たちはLOCKSTARなんだ！〜 / ブライアン新世界 | オリコン最高24位、登場回数3回 |

## 動画

### その他
| 公開日     | タイトル                                                    |
| ---------- | ----------------------------------------------------------- |
| 2016/09/20 | テクノ番長・振り付け                                        |
| 2016/10/06 | ☆君☆と☆メ☆タ☆モ☆る☆ 振り付け                                |
| 2016/12/22 | 下川最強伝説（Live Ver.：2016.10/28 shibuya WWW）           |
| 2017/09/01 | 天使と人工衛星（Live Ver. 2017.6/24 Shibuya WWW X）         |
| 2018/04/25 | テクノ番長（Live Ver.：2017 11/10 Shibuya CLUB QUATTRO）    |
| 2018/10/26 | 卑屈人間 踊ってみた                                         |
| 2021/01/20 | 「ソモサン・セッパ」（Live Ver. 2020 10/12 TSUTAYA O-EAST） |
| 2021/08/03 | 「デスサウナ」メンバー振り付け動画                          |

## 楽曲提供
- ひめキュンフルーツ缶『脳天ドロップ〜Present For HIMEKYUN〜』（2017年02月15日）：楽曲：ハヤオ

## タイアップ
| 曲名 | タイアップ |
| --- | --- |
| 念力が欲しい!!!!!〜念力家族のテーマ                                                                                | NHK-Eテレ『念力家族』テーマソング |
| セルアウト禅問答                                                                                                   | 関西テレビ「音エモン」エンディングテーマ。テレビ埼玉「V-Clips」オープニングテーマ                                                      |
| 可愛い転校生に告白されて付き合おうと思ったら彼女はなんと狐娘だったので人間のぼくが幸せについて本気出して考えてみた | テレビ埼玉「V-Clips」オープニングテーマ                                                                                                |
| 十月の月 | 2014 MOOSIC LAB「おばけ」坂本悠花里 監督 x 挫・人間 エンディングテーマ                                                                 |
| ゲームボーイズメモリー                                                                                             | 読売テレビ「キューン！」エンディングテーマ。テレビ埼玉「HOT WAVE 熱波」エンディングテーマ。FM熊本Power Wave                            |
| チャーハンたべたい                                                                                                 | テレビ東京系「勇者ああああ〜ゲーム知識ゼロでもなんとなく見られるゲーム番組〜」エンディングテーマ。「ミュートマ2」エンディングテーマ    |
| ダンス・スタンス・レボリューション                                                                                 | テレビ東京系「さまスポ」エンディングテーマ                                                                                             |
| 恋の奴隷 | テレビ東京系「勇者ああああ〜ゲーム知識ゼロでもなんとなく見られるゲーム番組〜」エンディングテーマ。テレビ埼玉「熱波」エンディングテーマ |
| 一生のお願い | テレビ東京系「ゴッドタン」エンディングテーマ                                                                                           |
| マンガよみたい | 関西テレビ「ウラマヨ」エンディングテーマ                                                                                               |
| 人間やめますか？                                                                                                   | 日本テレビ系「それって!?実際どうなの課」エンディングテーマ                                                                             |